# 弗朗索瓦·德·居维利埃
弗朗索瓦·德·居维利埃（法語：François de Cuvilliés，1695年10月23日—1768年4月14日），是一位出生在比利时的巴伐利亚装饰设计师和建筑师，他将洛可可风格带到慕尼黑维特尔斯巴赫王朝和中部欧洲。

## 主要作品
- 1728-1740年，奥古斯都堡
- 1733-1737年，慕尼黑王宫的维修，包括居维利埃剧院的设计
- 1768年，铁阿提纳教堂
- 1734-1739年，宁芬堡宫